# Фульд, Консуэло
Консуэло Фульд (фр. Consuelo Fould; 22 ноября 1862—1927) — французская художница.
Родилась в Кёльне. Была дочерью актрисы Жозефины Вильгельмины Валери Симонен, более известной под псевдонимом Гюстав Алле, и политика Гюстава-Эжена Фульда (сына известного политика Ашиля Фульда) из семьи банкиров Фульд. Вместе с её сестрой, художницей Жорж Ашиль Фульд, их усыновил князь Джордже Барбу Штирбей после женитьбы на их матери.

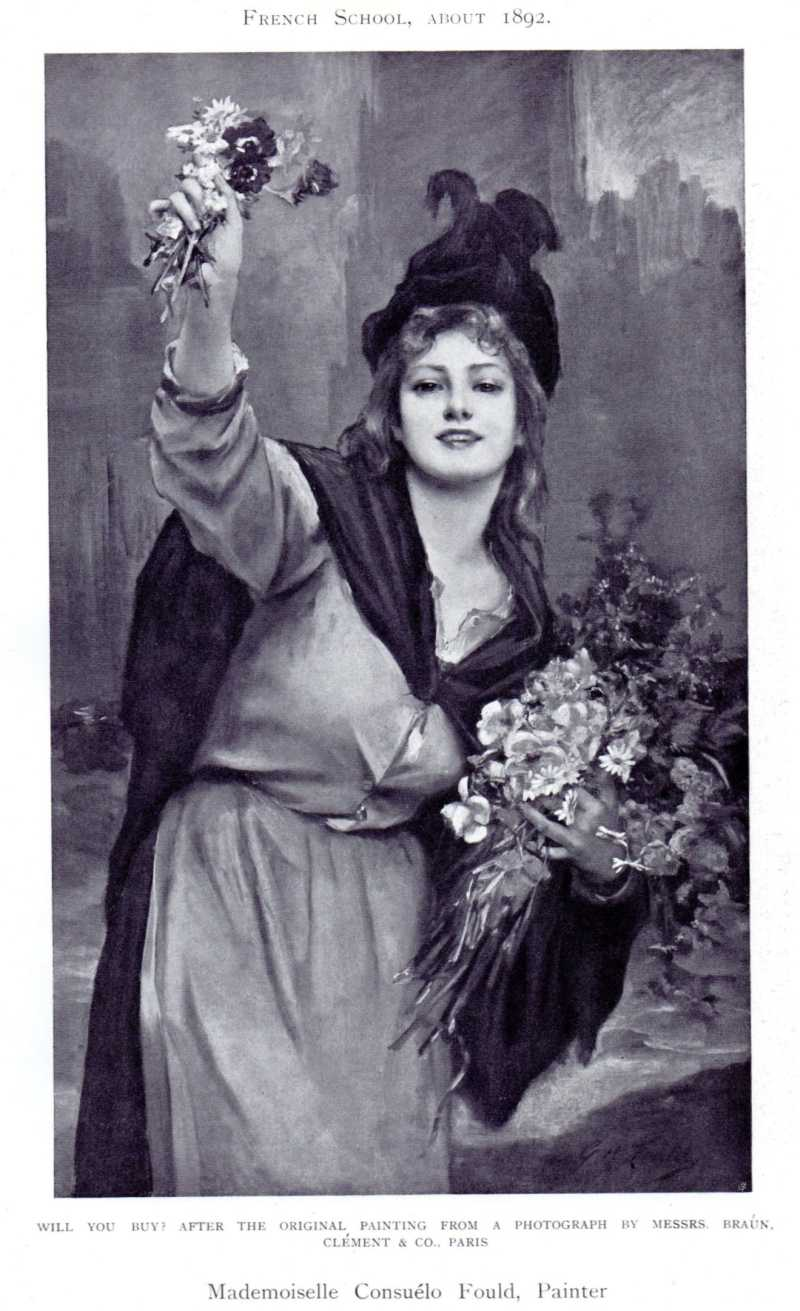
Вы купите?

Была ученицей Антуана Воллона и Леона Комера и выставлялась в парижском Салоне.
Вышла замуж за маркиза де Грасса. Основала музей Ройбета Фульда в Курбевуа.
Умерла в Париже.
Её картина «Вы купите?» была включена в книгу 1905 года «Женщины-художницы мира».